# Lithobius mononyx
Lithobius mononyx är en mångfotingart som beskrevs av Robert Latzel 1888. Lithobius mononyx ingår i släktet Lithobius och familjen stenkrypare.
Artens utbredningsområde är:
- Frankrike.
- Spanien.

Inga underarter finns listade i Catalogue of Life.